# 銭永銘
銭 永銘（せん えいめい）は中華民国の実業家・銀行家・政治家。浙江財閥とのコネクションを有する銀行家として知られ、銀行・実業界で活動して国民政府を支えた。字は新之。晩号は北監老人。祖籍は浙江省湖州府呉興県（現：湖州市呉興区）。

## 事績

### 北京銀行界での活動
1897年（光緒23年）、上海育才学堂に入学し、1902年（光緒28年）、省立天津北洋大学で財政経済学を学んだ。翌年、日本に留学し、神戸高等商業学校で学んでいる。1909年（宣統元年）に帰国し、その翌年に公立南京高等商業学校で教鞭をとった。
中華民国が成立すると、銭永銘は陳其美の推薦もあって、北京政府で清の旧農工商部接収事務に携わった。1913年（民国2年）に第二革命（二次革命）が起きると、銭は北京政府を離れ、実業家として活動する。1917年（民国6年）、黄炎培らと共に中華職業教育社の設立に参加した。同年、張謇の紹介により、交通銀行上海分行副経理に就任する。翌年、上海銀行公会会長に就任し、1922年（民国11年）、張が交通銀行上海分行総理となると、銭は協理としてこれを支えた。1925年（民国14年）5月、張、銭ともに職を辞する。銭は翌1926年（民国15年）に四行聯合儲蓄会副主任兼四行聯合準備庫主任に任ぜられた（四行とは華北の塩業・金城・中南・大陸の4銀行をいう）。

### 国民政府での活動

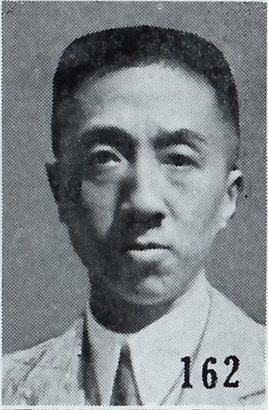
銭永銘別影（『最新支那要人伝』1941年）

その後、銭永銘は国民政府に転じ、1927年（民国16年）2月、浙江省財務委員会委員に任ぜられる。3月、上海商業聯合会常務委員、上海財政委員会委員に任ぜられた。5月、中央銀行副行長に起用され、更に国民政府財政部次長、中央財政委員会委員を兼任している。銭は浙江財閥とのコネクションを生かして、軍事費等の捻出に苦しむ蔣介石らのために公債・国庫券発行などで協力し、また蔣の上海クーデター（四・一二事変）も支持した。
8月、銭永銘は関税委員会委員となり、さらに財政部部長を代理した。以後、国民政府建設委員会委員、中央銀行理事会理事、浙江省政府財政庁庁長、交通銀行常務董事などを歴任した。1929年（民国18年）にいったん実業界に転じ、中興煤礦公司総経理、中興輪船公司董事長、中華職業教育社董事会主席などを務めた。なお1931年（民国20年）1月に、駐フランス公使に任ぜられたが、実際には赴任していない。
第一次上海事変勃発後、銭永銘は上海地方維持会（後に上海地方協会と改称）理事となり、1934年（民国23年）には同会副会長に任ぜられた。その前の1933年（民国22年）4月には全国航空建設会委員に任ぜられ、同年には杭州電力公司を設立している。1935年（民国24年）、中国銀行・交通銀行が改組されると、銭が両行の常務董事となった。
日中戦争（抗日戦争）が勃発すると、銭永銘は杜月笙らと協力して、上海各界抗敵後援会を組織した。上海陥落後の1937年（民国26年）11月、銭と杜は香港に移り、中国紅十字会総弁事処と賑済委員会第9区事務所を設立している。1938年（民国27年）6月、銭は第1期国民参政会参政員に選出され（以後、第4期まで同様に選出）、8月には交通銀行董事長に任ぜられた。翌年9月、中央・中国・交通・中国農民が四行聯合弁事処を設立すると、銭が常務理事となっている。1941年（民国30年）8月、重慶に移り、杜と協力して中華実業信託公司を創設、銭は常務董事となった。1943年（民国32年）に杜が通済公司を設立すると、銭も交通銀行を通して投資し、その常務董事となっている。

### 晩年
戦後の1946年（民国35年）1月、銭永銘は重慶で開催された中国政治協商会議（旧政協）に出席した。その後、上海に戻り、閘北水電公司、中国塩業公司、上海『新聞報』など複数の企業で董事長などを務めた。10月、制憲国民大会代表に選出される。翌年4月、美金公債勧募委員会主任委員となり、1948年（民国37年）には行憲国民大会代表に当選した。同年、杜月笙と復興航業公司の設立準備を進めている。
1949年（民国38年）、銭永銘は香港に移る。その翌年3月に、銭は復興航業公司を台湾へ移転させたが、まもなく病気により退職した。
1958年（民国47年）6月19日、台北市にて病没。享年74。